# Club Deportivo Torrebalonmano/Statistik
Dies ist ein Unterartikel zu Club Deportivo Torrebalonmano und enthält Statistiken und Kader zu diesem spanischen Handballverein.

## Spielzeiten

### 2025/2026
In der Saison 2025/2026 tritt der Verein erneut in der 1. Liga an, die Saison beginnt im Sommer 2025.
Die Mannschaft startet - als Finalist der Copa de España - in der EHF European League 2025/2026.
Team:
- Tor: Carlos Calle Lobo,[3] Leonardo Vial Terçariol, Rodrigo González Marín
- Außen: Alejandro Rubiño Fernández, Ángel Fernández,[4] Javier Muñoz Cabezón, Facundo Nicolás Cangiani Besada[5]
- Rückraum: James Junior Scott, Carlos Gómez Alonso, Juan José Fernández Sánchez, Jakub Prokop,[6] Isidoro Martinez,[7] Marko Jurković, Nicolai Colunga Lyksbo,[8] Andrés Gabriel Moyano,[9] Oswaldo Maestro dos Santos Guimarães,[10]
- Kreis: Márcio Alan da Silva Maildo, Diego Gándara,[11] Borja Lombilla del Rio,[12] Jokin Aja
- Trainer: Jacobo Cuétara Larrea
- Zugänge: Andrés Gabriel Moyano (Fraikin BM. Granollers),[13] Carlos Gómez Alonso (Handbol Eivissa), Rodrigo González Marín (Balonmano Pereda),[14] Lucas Osorio Holanda (Balonmano Pereda),[15] James Junior Scott (Daido Steel),[16] …
- Abgänge: Guilherme Linhares de Souza (Club Cisne de Balonmano), Pedro Berrío Valdor (Balonmano Soria, Leihe) Asier Pedroarena Espinal (Balonmano Burgos), Fernando González Ortego (Leihe, UD HC Eivissa), …

### 2024/2025
Die Spielzeit 2024/2025 der 1. Liga beendete der Verein auf dem 3. Platz mit 41 Punkten aus 18 Siegen und fünf Unentschieden bei sieben Niederlagen. Das Torverhältnis betrug 903:882. Linksaußen Ángel Fernández wurde in das All-Star-Team der Liga gewählt. Bei den Heimspielen des Vereins lag die Zuschauerquote in der Spielhalle bei 87,5 Prozent der Hallenkapazität.
In der Copa del Rey 2024/2025 kam der Verein bis in die Finalrunde.
Durch die Finalteilnahme in der Copa del Rey 2023/2024 sicherte sich der Verein einen Startplatz in der EHF European League 2024/2025, in der man nach der Gruppenphase ausschied.
- Tor: Carlos Calle Lobo (24 Spiele, 146 Paraden, 2 Tore),[3] Leonardo Vial Terçariol
- Außen: Facundo Nicolás Cangiani Besada (30 Spiele, 59 Tore)[5] Ángel Fernández (29 Spiele, 104 Tore),[4] Javier Muñoz Cabezón, Alejandro Rubiño Fernández
- Rückraum: Jakub Prokop (29 Spiele, 150 Tore)[6] Oswaldo Maestro dos Santos Guimarães (9 Spiele, 8 Tore),[10] Juan José Fernández Sánchez, Asier Pedroarena Espinal, Guilherme Linhares, Isidoro Martinez (29 Spiele, 95 Tore),[7] Marko Jurković, Nicolai Colunga Lyksbo (30 Spiele, 65 Tore),[8] Pedro Berrio (16 Spiele, 4 Tore)[19]
- Kreis: Jokin Aja, Márcio Alan da Silva Maildo, Diego Gándara (7 Spiele, 12 Tore),[11] Borja Lombilla del Rio (30 Spiele, 11 Tore),[12]
- Trainer: Jacobo Cuétara Larrea
- Zugänge: Márcio da Silva Maildo (Club Balonmano Puente Genil), Juanjo Fernández (BM Ciudad Encantada), Ángel Fernández (Limoges Handball), Jakub Prokop (BM Nava), Nicolai Colunga Lyksbo (TMS Ringsted), Domingo Luís Mosquera (Bada Huesca)
- Abgänge: Adrián Fernández (Ademar León), Mikołaj Czapliński (Wybrzeże Gdansk), Alonso Moreno Guirao (BM Anaitasuna), Matheus de Novais (Puerto Sagunto), Héctor González Díaz (Chênois Genève Handball), Fabrizio Casanova (?), Pablo Paredes Lapeña (?), Mile Mijušković (?), Daniel Ramos Crespo (?)

### 2023/2024
In der Saison 2023/2024 der 1. Liga kam die Mannschaft auf den 11. Platz mit 25 Punkten aus zwölf Siegen und einem Unentschieden bei 17 Niederlagen und einem Torverhältnis von 897:933. Trainer Álex Mozas erklärte zur Mitte der Spielzeit, dass er seinen Vertrag nach dem Ende der Saison nicht verlängern wird. Die Heimspiele des Vereins in der Liga wurden von durchschnittlich 1.740 Zuschauern besucht.
Das Team stand erstmals im Finale der Copa del Rey.
- Tor: Carlos Calle Lobo (27 Spiele, 181 Paraden, 2 Tore),[3] Mile Mijušković (30 Spiele, 168 Paraden, 3 Tore)[22]
- Außen: Mikołaj Czapliński, Facundo Cangiani (30 Spiele, 63 Tore)[5] David García, Alex Rubiño, Javier Muñoz
- Rückraum: Sergio Crespo, Fabrizio Casanova, Adrián Fernández (26 Spiele, 49 Tore),[23] Isidoro Martinez (21 Spiele, 80 Tore),[7] Alonso Moreno (30 Spiele, 93 Tore)[24] Oswaldo Maestro Dos Santos (25 Spiele, 76 Tore),[10] Juan Antonio Jodar (kein Einsatz)[25] Pedro Berrio (3 Spiele, kein Tor)[19] Pablo Paredes, Marko Jurkovič
- Kreis: Dani Ramos, Diego Gándara, Borja Lombilla del Rio (30 Spiele, 30 Tore),[12] Jokin Aja
- Trainer: Alex Mozas
- Zugänge: Marko Jurkovič (Slovan Modra)[26], Javier Muñoz (Ángel Ximénez Puente Genil)[27], Jokin Aja (FC Barcelona, Leihe)[28] Pablo Paredes (US Créteil),[29] Alex Rubiño (BM Logroño La Rioja)
- Abgänge: Vor der Saison verließen Elcio Carvalho (Frigoríficos Morrazo, Leihe),[30] Jorge Prieto[31] (Pause), Nicolai Colunga Lyksbo[32] (TMS Ringsted), Martí Villòria,[31] Jaime Gallego[31] (FC Barcelona) und Ivan Popović[31] (Ademar León) den Verein.[33]

### 2022/2023
Die Saison 2022/2023 in der 1. Liga schloss der Verein auf dem 6. Platz ab. Aus 15 Siegen und zwei Unentschieden bei 13 Niederlagen kam das Team auf 32 Punkte, das Torverhältnis betrug 924:940. Die Heimspiele in der Liga Asobal wurden von insgesamt 24.250 Zuschauern besucht, das war eine Steigerung von 18 Prozent. (Durchschnitt: 1.617).
In der Copa del Rey 2022/2023 kam der Verein bis in die Finalrunde.
- Tor: Carlos Calle (29 Spiele, 148 Paraden, 2 Tore)[3], Elcio Carvalho (10 Spiele, 0 Tore)[35], Mile Mijušković (30 Spiele, 225 Paraden, 3 Tore)[22], Abraham González (2 Spiele, 0 Tore)[36]
- Außen: Jorge Prieto (30 Spiele, 58 Tore)[37], Mikołaj Czapliński (30 Spiele, 98 Tore)[38], Martí Villoria (29 Spiele, 37 Tore)[39], Facundo Cangiani (30 Spiele, 67 Tore)[5], David García (1 Spiel, 0 Tore)[40]
- Rückraum: Sergio Crespo (12 Spiele, 8 Tore)[41], Fabrizio Casanova (30 Spiele, 89 Tore)[42], Adrián Fernández (17 Spiele, 84 Tore)[23], Isidoro Martinez (24 Spiele, 99 Tore)[7], Nicolai Colunga (30 Spiele, 63 Tore)[8], Alonso Moreno (29 Spiele, 78 Tore)[24], Oswaldo Maestro Dos Santos (30 Spiele, 65 Tore)[10], Juan Antonio Jodar (4 Spiele, 2 Tore)[25], Pedro Berrio (5 Spiele, 1 Tor)[19], Daniel Serrano[43]
- Kreis: Borja Lombilla (30 Spiele, 12 Tore)[12], Jaime Gallego (30 Spiele, 71 Tore)[44], Dani Ramos (27 Spiele, 87 Tore)[45], Ivan Popović (27 Spiele, 55 Tore)[46], Diego Gándara (4 Spiele, 1 Tor)[11]
- Trainer: Alex Mozas
- Zugänge: Mikołaj Czapliński (Wisła Płock, Leihe), Adrián Fernández (Bidasoa Irun), Oswaldo Maestro Dos Santos (Billere Handball), Dani Ramos (Recoletas Atlético Valladolid)
- Abgänge: Daniel Serrano (Januar 2023, Club Cisne), David García (Februar 2022, Handbol Club Eivissa)[47]